# Poráč
Poráč és un poble i municipi d'Eslovàquia. Es troba a la regió de Košice, a l'est del país.

## Història
La primera referència escrita de la vila data del 1277.

## Demografia
| Godina             | 1994 | 2004   | 2014   | 2024   |
| ------------------ | ---- | ------ | ------ | ------ |
| Nombre de persones | 982  | 1038   | 997    | 1011   |
| Diferència         |      | +5,70% | −3,94% | +1,40% |

| Godina             | 2023 | 2024   |
| ------------------ | ---- | ------ |
| Nombre de persones | 1009 | 1011   |
| Diferència         |      | +0,19% |